# Доматен сок
Доматеният сок е сок, приготвен от домати, обикновено използван като напитка, обикновен или в коктейли като „Кървавата Мери“ (Bloody Mary), „Цезар“ или „Микелада“ (Michelada).

## История
Доматеният сок се сервира за първи път като напитка през 1917 г. от Луи Перин във френския хотел „Лик Спрингс“ в южната част на Индиана, САЩ, когато свършва портокаловият сок и се нуждае от бърз заместител. Комбинацията от изцедени домати, захар и специалния му сос става незабавен успех, тъй като бизнесмените от Чикаго разпространяват вестта за коктейла от доматен сок.

## Производство
Много търговски производители на доматен сок добавят сол. Често се добавят и други съставки, като лук на прах, чесън на прах и други подправки. В САЩ масово произвежданият доматен сок започва да се предлага на пазара в средата на 20-те години и се превръща в популярна напитка за закуска няколко години след това.
В САЩ повечето доматени сокове се приготвят от доматено пюре. В Канада доматеният сок е неконцентриран и пастьоризиран, приготвен от фина доматена каша от зрели и цели домати. Стъблата и корите трябва да бъдат отстранени, без да се добавя вода към крайния соков продукт. Може също да съдържа подсладител, лимонена киселина и сол.